# Danny Glover

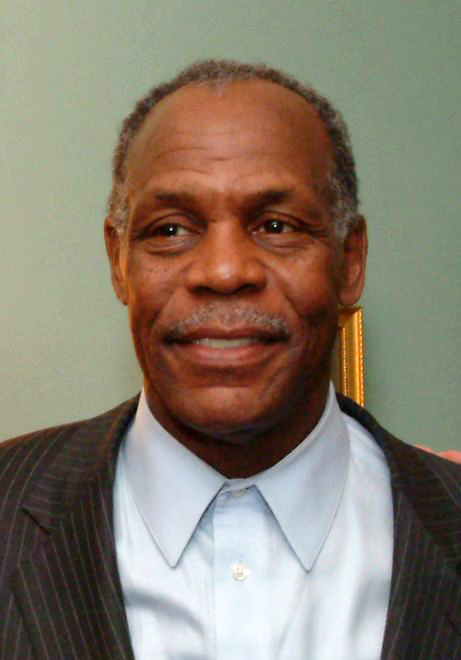
Danny Glover în 2008

Danny Lebern Glover (n. 22 iulie 1946, California, SUA) este un actor american. A interpretat rolul detectivului Roger Murtaugh în seria de filme Armă mortală.

## Filmografie

### Film
| An                         | Titlu                                                           | Rol                                       | Note |
| -------------------------- | --------------------------------------------------------------- | ----------------------------------------- | --- |
| 1979                       | Escape from Alcatraz                                            | Inmate                                    | Debut actoricesc                                                                                        |
| 1981                       | Chu Chu and the Philly Flash                                    | Morgan                                    | |
| 1982                       | Deadly Drifter                                                  | Jojo/Roland                               | Alt titlu: Out                                                                                          |
| 1984                       | Iceman                                                          | Loomis                                    | |
| 1984                       | Places in the Heart                                             | Moze                                      | |
| 1985                       | Witness                                                         | Detectiv Lt. James McFee                  | |
| 1985                       | Silverado                                                       | Malachi 'Mal' Johnson                     | |
| 1985                       | The Color Purple                                                | Dl. Albert Johnson                        | |
| 1987                       | Lethal Weapon                                                   | Sergeant Roger Murtaugh                   | |
| 1988                       | Bat*21                                                          | Capt. Bartholomew Clark                   | |
| 1989                       | Lethal Weapon 2                                                 | Roger Murtaugh                            | |
| 1990                       | To Sleep with Anger                                             | Harry                                     | Independent Spirit Award for Best Male Lead                                                             |
| 1990                       | Predator 2                                                      | Lt. Mike Harrigan                         | |
| 1991                       | Flight of the Intruder                                          | Cmdr. Frank 'Dooke' Camparelli            | |
| 1991                       | A Rage in Harlem                                                | Easy Money                                | |
| 1991                       | Grand Canyon                                                    | Simon                                     | |
| 1991                       | Pure Luck                                                       | Raymond Campanella                        | |
| 1992                       | Lethal Weapon 3                                                 | Roger Murtaugh                            | |
| 1993                       | The Saint of Fort Washington                                    | Jerry / Narrator                          | |
| 1993                       | Bopha!                                                          | Micah Mangena                             | |
| 1994                       | Maverick                                                        | Bank Robber                               | Uncredited                                                                                              |
| 1994                       | Angels in the Outfield                                          | George Knox                               | |
| 1994                       | Override                                                        |                                           | Regizor, Scurtmetraj TV                                                                                 |
| 1995                       | Operation Dumbo Drop                                            | Capt. Sam Cahill                          | |
| 1997                       | Wild America                                                    | Bigfoot                                   | Nemenționat                                                                                             |
| 1997                       | Omul care aduce ploaia                                          | Judge Tyrone Kipler                       | Nemenționat                                                                                             |
| 1997                       | Gone Fishin'                                                    | Gus Green                                 | |
| 1997                       | Switchback                                                      | Bob Goodall                               | |
| 1998                       | Lethal Weapon 4                                                 | Roger Murtaugh                            | |
| 1998                       | The Prince of Egypt                                             | Jethro                                    | Doar voce                                                                                               |
| 1998                       | Beloved                                                         | Paul D. Garner                            | |
| 1998                       | Antz                                                            | Barbatus                                  | Voce |
| 1999                       | Our Friend, Martin                                              | Train Conductor                           | Voce |
| 2000                       | Boesman and Lena                                                | Boesman                                   | |
| 2001                       | 3 A.M.                                                          | Charles "Hershey" Riley                   | |
| 2001                       | The Royal Tenenbaums                                            | Henry Sherman                             | |
| 2002                       | Just a Dream                                                    |                                           | Director Nominated—Daytime Emmy Award for Outstanding Directing for a Children/Youth/Family Special     |
| 2004                       | The Cookout                                                     | Judge Crowley                             | |
| 2004                       | Saw                                                             | Detectiv David Tapp                       | |
| 2005                       | Manderlay                                                       | Wilhelm                                   | |
| 2005                       | Missing in America                                              | Jake Neeley                               | |
| 2006                       | Bamako                                                          | Cow-boy                                   | |
| 2006                       | Barnyard                                                        | Miles                                     | Voce |
| 2006                       | The Shaggy Dog                                                  | Ken Hollister                             | |
| 2006                       | Dreamgirls                                                      | Marty Madison                             | |
| 2007                       | Shooter                                                         | Colonel Isaac Johnson                     | |
| 2007                       | Poor Boy's Game                                                 | George                                    | Nominalizare—Genie Award for Best Performance by an Actor in a Supporting Role                          |
| 2007                       | Battle for Terra                                                | President Chen                            | Voce |
| 2007                       | Honeydripper                                                    | Tyrone Purvis                             | |
| 2007                       | Miranda Regresa                                                 | John Doe                                  | |
| 2008                       | Be Kind Rewind                                                  | Mr. Fletcher                              | |
| 2008                       | Gospel Hill                                                     | John Malcolm                              | |
| 2008                       | Tiny Tears                                                      | Rolul său                                 | |
| 2008                       | Blindness                                                       | Old man with the black eye patch/Narrator | |
| 2008                       | The Garden                                                      | Rolul său                                 | |
| 2008                       | Saw V                                                           | Detectiv David Tapp                       | Cameo și imagini de arhivă din Saw                                                                      |
| 2008                       | Unstable Fables: Tortoise vs. Hare                              | Walter Tortoise                           | Voce |
| 2009                       | Night Train                                                     | Miles                                     | |
| 2009                       | Down for Life                                                   | Mr. Shannon                               | |
| 2009                       | The People Speak                                                | Rolul său                                 | Documentar                                                                                              |
| 2009                       | The Harimaya Bridge                                             | Joseph Holder                             | |
| 2009                       | 2012                                                            | President Wilson                          | Nominalizare—NAACP Image Award for Outstanding Supporting Actor in a Motion Picture                     |
| 2009                       | At the End of Slavery                                           | Narrator                                  | |
| 2010                       | Stride                                                          | James 'Honeybear' Powell                  | |
| 2010                       | Death at a Funeral                                              | Unchiul Russell                           | |
| 2010                       | Dear Alice                                                      | Franzis                                   | Titlul original: För kärleken                                                                           |
| 2010                       | Legendary                                                       | Harry "Red" Newman                        | |
| 2010                       | Alpha and Omega                                                 | Winston                                   | Voce |
| 2010                       | Son of Morning                                                  | Gabriel Peters                            | |
| 2010                       | Age of the Dragons                                              | Ahab                                      | |
| 2010                       | Mooz-lum                                                        | Dean Francis                              | |
| 2010                       | I Want to Be a Soldier                                          | The Principal                             | |
| 2010                       | Five Minarets in New York                                       | Marcus                                    | Titlu original: New York'ta Beș Minare                                                                  |
| 2011                       | Heart of Blackness                                              | Vaudreuil                                 | |
| 2011                       | Donovan's Echo                                                  | Donovan                                   | |
| 2012                       | Highland Park                                                   | Ed                                        | |
| 2012                       | LUV                                                             | Arthur                                    | |
| 2012                       | Sins Expiation                                                  | Părintele Leonard                         | |
| 2012                       | The Savoy King: Chick Webb & the Music That Changed America     | Count Basie                               | Voce |
| 2013                       | Space Warriors                                                  | Commander                                 | |
| 2013                       | Chasing Shakespeare                                             | William Ward                              | |
| 2013                       | Tula: The Revolt                                                | Shinishi                                  | |
| 2013                       | Extraction                                                      | Colonel                                   | |
| 2013                       | Alpha and Omega 2: A Howl-iday Adventure                        | Winston                                   | |
| 2014                       | Bad Asses                                                       | Bernie Pope                               | |
| 2014                       | Rage                                                            | Detectiv St. John                         | |
| 2014                       | Beyond the Lights                                               | Căpitan David Nicol                       | |
| 2014                       | Supremacy                                                       | Dl. Walker                                | |
| 2014                       | S.O.S - Sights of Death                                         | Sponge                                    | |
| 2014                       | Yellowbird                                                      | Darius (voce)                             | Dublajul în engleză                                                                                     |
| 2014                       | Day of the Mummy                                                | Carl                                      | |
| 2014                       | 2047: The Final War                                             | Sponge                                    | Film italian cunoscut și ca 2047: Sights of Death                                                       |
| 2015                       | Bad Asses on the Bayou                                          | Bernie Pope                               | |
| 2015                       | Checkmate                                                       | Elohim                                    | |
| 2015                       | Gridlocked                                                      | Sully                                     | |
| 2015                       | Waffle Street                                                   | Edward Collins                            | |
| 2015                       | About Scout                                                     | Red Freston                               | |
| 2015                       | Diablo                                                          | Benjamin Carver                           | |
| 2015                       | Andron                                                          | Chancellor Gordon                         | |
| 2016                       | Dirty Grandpa                                                   | Stinky                                    | |
| 2016                       | Complete Unknown                                                | Roger                                     | |
| 2016                       | Back in the Day                                                 | Eddie "Rocks" Travor                      | |
| 2016                       | Mr. Pig                                                         | Ambrose                                   | Nominalizare—Ariel Award for Best Actor                                                                 |
| 2016                       | 93 Days                                                         | Dr. Benjamin Ohiaeri                      | |
| 2016                       | Almost Christmas                                                | Walter                                    | |
| 2016                       | Dark Web                                                        | The Boss                                  | |
| 2016                       | Pushing Dead                                                    | Bob                                       | |
| 2016                       | Monster Trucks                                                  | Dl. Weathers                              | |
| 2017                       | Extortion                                                       | Constable Haagen                          | |
| 2017                       | The Good Catholic                                               |                                           | |
| 2017                       | Donald Trump, The Koch Brothers & Their War on Climate Science. | Narator                                   | |
| 2018                       | Come Sunday                                                     | Gilbert Pearson                           | |
| 2018                       | Proud Mary                                                      |                                           | |
| 2018                       | Death Race: Beyond Anarchy                                      | Baltimore Bob                             | Direct pe video                                                                                         |
| TBA                        | Killing Winston Jones                                           | Washington Carver                         | In post-productie Filmările au început în 2012. The filmas originally scheduled to be released in 2014. |
| 2018                       | The Old Man and the Gun                                         |                                           | |
| 2018                       | Sorry to Bother You                                             | Langston                                  | |
| Come Sunday                | Gilbert Pearson                                                 |                                           | |
| The Old Man & the Gun      | Teddy Green                                                     |                                           | |
| Death Race: Beyond Anarchy | Baltimore Bob                                                   | Direct-to-video                           | |
| 2019                       | The Last Black Man in San Francisco                             | Grandpa                                   | |
| 2019                       | The Dead Don't Die                                              | Hank Thompson                             | |
| 2019                       | Strive                                                          | Mr. Rose                                  | |
| 2019                       | Jumanji: The Next Level                                         | Milo Walker                               | In post-productie                                                                                       |

| An        | Titlu                             | Rol                      | Note |
| --------- | --------------------------------- | ------------------------ | --- |
| 1979      | B. J. and the Bear                | Matt Thomas, TV Reporter | 1 episod, Nemenționat |
| 1979      | Lou Grant                         | Leroy                    | 1 episod |
| 1979      | Paris                             |                          | 1 episod |
| 1980      | Palmerstown, U.S.A.               | Harley                   | Unknown episoade |
| 1981      | Keeping On                        | Lester                   | film de televiziune |
| 1981      | The Greatest American Hero        | Vice officer             | 1 episod |
| 1981      | Hill Street Blues                 | Jesse John Hudson        | 4 episoade |
| 1981      | Gimme a Break!                    | Bill                     | 1 episod |
| 1983      | The Face of Rage                  | Gary                     | film de televiziune |
| 1983      | Chiefs                            | Marshall Peters          | Miniserial |
| 1983      | Memorial Day                      | Willie Monroe            | film de televiziune |
| 1985      | And the Children Shall Lead       | William                  | film de televiziune |
| 1986      | Tall Tales & Legends              | John Henry               | 1 episod |
| 1987      | Place at the Table                |                          | film de televiziune |
| 1987      | Mandela                           | Nelson Mandela           | film de televiziune Nominalizare—Primetime Emmy Award for Outstanding Lead Actor - Miniserial or a Movie |
| 1989      | A Raisin in the Sun               | Walter Lee Younger       | film de televiziune |
| 1989      | Lonesome Dove                     | Joshua Deets             | Miniserial Nominalizare—Primetime Emmy Award for Outstanding Supporting Actor - Miniserial or a Movie. (See also Bose Ikard) |
| 1989      | Dead Man Out                      | Dr. Alex Marsh           | film de televiziune Titlu alternativ: Dead Man Walking |
| 1989      | Saturday Night Live               | Roger Murtaugh           | 1 episod |
| 1991      | Captain Planet and the Planeteers | Professor Apollo (Voce)  | 1 episod |
| 1992      | The Talking Eggs                  | Narrator                 | film de televiziune |
| 1993      | Alex Haley's Queen                | Alec Haley               | Miniserial |
| 1995      | Fallen Angels                     | Philip Marlowe           | 1 episod Nominalizare—Primetime Emmy Award for Outstanding Guest Actor - Drama Series |
| 1996      | America's Dream                   | Silas                    | film de televiziune (segment "Long Black Song") |
| 1997      | Buffalo Soldiers                  | Sgt. Washington Wyatt    | film de televiziune |
| 2000      | Freedom Song                      | Will Walker              | film de televiziune Nominalizare—Primetime Emmy Award for Outstanding Supporting Actor - Miniserial or a Movie Nominalizare—Screen Actors Guild Award for Outstanding Performance by a Male Actor in a Miniserial or film de televiziune |
| 2003      | Good Fences                       | Tom Spader               | film de televiziune |
| 2003      | Biography                         | Narrator                 | 1 episod |
| 2003      | The Law and Mr. Lee               | Henry Lee                | film de televiziune |
| 2004      | Legend of Earthsea                | Ogion                    | Miniserial |
| 2005      | The Exonerated                    | David                    | film de televiziune |
| 2005      | ER                                | Charlie Pratt, Sr.       | 4 episoade |
| 2006      | Take 3                            | Col. Weldon              | film de televiziune |
| 2007–2008 | Brothers & Sisters                | Isaac Marshall           | 6 episoade |
| 2009      | My Name Is Earl                   | Thomas Monroe            | 1 episod |
| 2010      | Human Target                      | Client                   | 1 episod |
| 2011      | Psych                             | Mel Hornsby              | 1 episod |
| 2011      | Leverage                          | Charlie Lawson           | 1 episod, sezonul 4 episod 4, "The Van Gogh Job" |
| 2012      | Touch                             | Profesor Arthur Teller   | Co-starring role |
| 2012      | Hannah's Law                      | Ison Dart                | Television movie |
| 2013      | American Dad!                     | Krampus (voice)          | 1 episode, "Minstrel Krampus" |
| 2013      | Muhammad Ali's Greatest Fight     | Thurgood Marshall        | Television movie |
| 2014      | Skittles (Midas Touch) Advert     | Midas Touch              | Currently airing |
| 2016      | Criminal Minds                    | Hank Morgan              | 1 episode, "Derek" |
| 2016      | Mozart in the Jungle              | Mayor                    | 1 episode, "My Heart Opens to Your Voice" |
| 2017      | Tour de Pharmacy                  | Slim Robinson            | Television movie |
| 2017      | Cold Case Files                   | Narrator                 | Documentary series |
| 2017      | The Christmas Train               | Max Powers               | Film TV |

| An   | Titlu                          | Rol   | Note |
| ---- | ------------------------------ | ----- | ---- |
| 1983 | "Master Harold"...and the Boys | Willy |      |
| 2003 | "Master Harold"...and the Boys | Sam   |      |